# Tatocnemis malgassica
Tatocnemis malgassica – gatunek ważki z monotypowej rodziny Tatocnemididae. Endemit Madagaskaru; szeroko rozprzestrzeniony we wschodniej i północnej części wyspy.